# Henry Méndez
Henry Antonio Méndez Reinoso (Santo Domingo, República Dominicana, 7 de noviembre de 1974) es un cantante, compositor y productor dominicano afincado desde joven en España. Su género musical es el reguetón, pop y merengue.

## Biografía
Nacido en Santo Domingo el 7 de noviembre de 1974, desde niño ya tuvo una gran pasión por el mundo de la música y el baile. Fue en su ciudad natal donde empezó a pertenecer a diversos grupos juveniles de hip hop y rap. Al poco tiempo se trasladó junto a su familia a España, residiendo en Sant Quirze del Vallès es un municipio español de la provincia de Barcelona . Allí inició su carrera musical a nivel profesional, fusionando los estilos latinos con la música electrónica, muy de moda en Europa en ese momento. Desde el 1 de agosto de 2021 es reconocido Hijo Adoptivo de la ciudad de Talavera de la Reina.

## Trayectoria

### Inicios
Luego decidió ampliar su género al Pop, Reguetón, House y Dance. Ya en 2002 se fundó la discográfica Latino Way que firmó un contrato con Filmax Music, lo que le llevó a realizar su primera gira que constó de unos 120 conciertos por todo el país. Durante esta gira pudo compartir escenario junto a destacados artistas como David DeMaría, David Bustamante, José el Francés, Niña Pastori, Chenoa, las bandas Guaraná, Presuntos Implicados... También en este tiempo sacó varios singles como Sigue Bailando, Mami, Yo soy tu maestro y Ven, logrando colocarse en puestos altos de las listas musicales y muchas de sus canciones han sido incluidas en álbumes recopilatorios de productoras como Vale Music, Blanco y Negro Music, Filmax Music o Metropol Records entre otras.
Durante esta etapa ha realizado temas de dancehall para la compañía Universal Music Group, en colaboración con artistas internacionales como Pitbull, Snoop Dogg, Rihanna, King Kevin , Lumidee, Lil Jon y varios más. También firmó un contrato con Sony BMG Music Entertainment y a principios de 2008 decidió crear su propio sello discográfico Sheneal Records junto a su amigo Ollantay Pérez, con el que se encontraba trabajando en varios temas y cuyos videoclips lograron que se empezaran a emitir en la programación de los principales canales de televisión de temática musical. Ambos en ese tiempo, ya iniciaron una gira por América Latina. También estuvo presentando diversos temas en solitario por diversos países de Europa e hizo colaboraciones con varios artistas de su país natal, de Ecuador, Colombia, Chile y Cuba. 
Más tarde hizo una gira por Ecuador junto al rapero y reguetonero Rude School con canciones como Veo, veo (Remix) y Don’t Stop, las cuales empezaron a sonar en las principales radios.
En el 2011 fichó por la discográfica Roster Music y empezó a trabajar con el español José de Rico, creando las canciones tituladas Te fuiste y Rayos de sol que resultó ser uno de los mayores éxitos del verano 2012, donde alcanzó la posición n.º 2 en el Top Chart español y también consiguieron buenas puntuaciones en el Ultratop 40 Singles (Bélgica), el Syndicat National de l'Édition Phonographique (Francia) y el Schweizer Hitparade (Suiza), llevándose el disco de oro y disco de platino en el festival 40 Playa Pop de Los 40 Principales. También en ese mismo año crearon otras canciones como Te fuiste y la canción Noche de estrellas, que alcanzó la posición n.º 5, en colaboración junto a Jay Santos, logrando ser los número uno de los 40 Principales.

### 2013

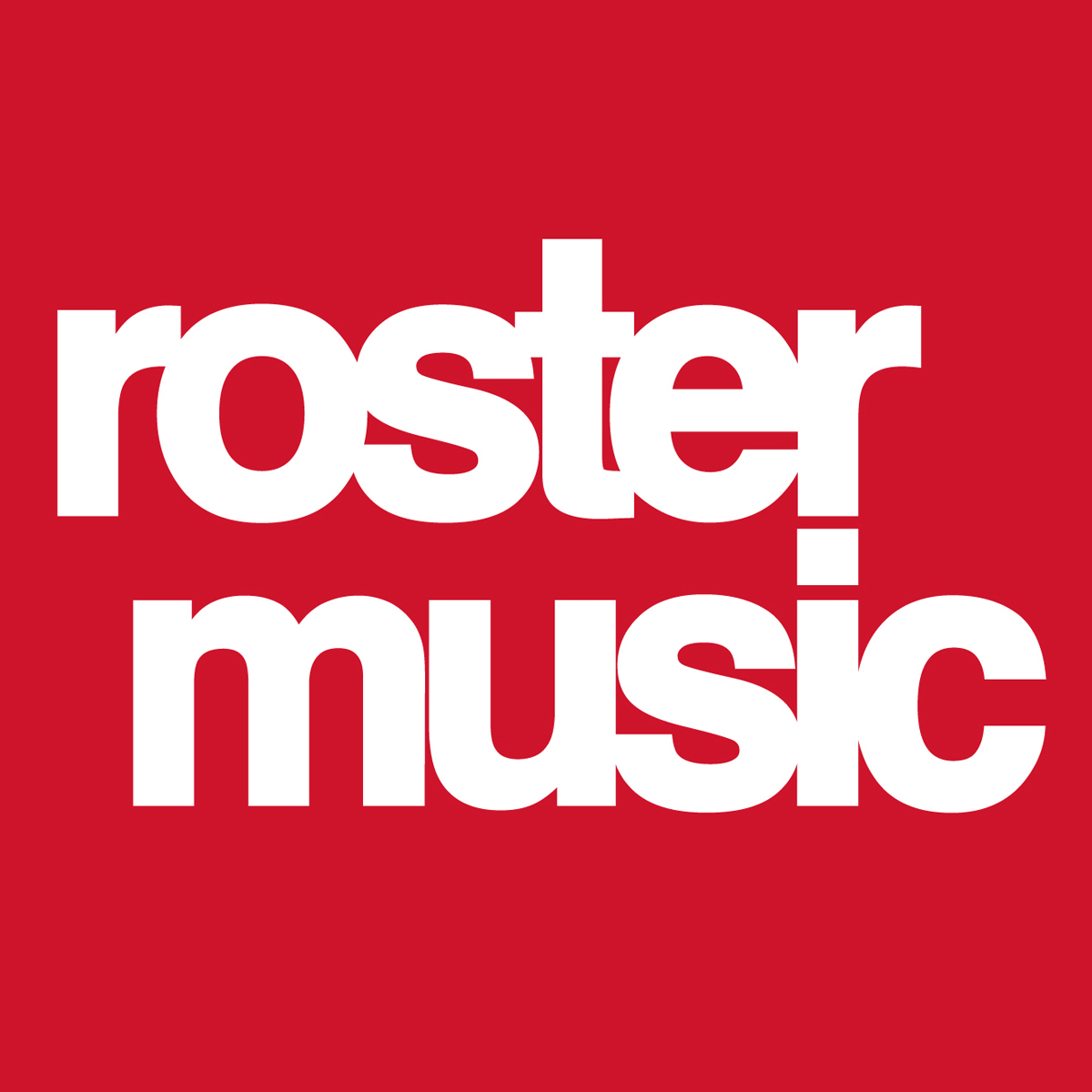
Roster Music, desde el año 2011 es su actual sello discográfico.

En 2013 decide seguir con su carrera en solitario, creando el tema Mi Reina, con el que se situó en la parte alta de la lista de ventas (Promusicae), fue n.º 1 en iTunes y en apenas tres meses alcanzó las 11 millones de reproducciones.[cita requerida]
Durante ese tiempo sacó El Tiburón en honor a la Selección de fútbol sub-21 de España que acababa de ganar la Eurocopa; es una versión de la popular canción del grupo Proyecto Uno, que tuvo muchísimo éxito hace ya 20 años y con la que el también lo logró, además sacó otros temas como Déjame Contarte o Como Lluvia, que ya en 2014 los incluyó en el que ha sido su primer álbum debut titulado Dale Mambo.
Su primer disco incluye un total de 16 canciones, entre ellas las colaboraciones No Regresa Más, que es cantada junto a la artista mexicana Dulce María (componente del grupo RBD) y con la que hizo el videoclip, Ella se Vuelve Loca, junto al brasileño Gabriel Valim, y Amarte Más, que es un llamamiento contra la violencia de género, cantado junto al español Dasoul.
También ha seguido con sus giras tanto por España como por Latinoamérica.
Actualmente cabe destacar que ha creado su propia discográfica llamada Flow Records, y sigue sacando diversos temas y haciendo colaboraciones con José de Rico y Wender Kramer, con el que ha logrado puntuarse en las listas musicales con Ela Ta Demais.
En 2017 realiza una aparición especial en la película La llamada, de Javier Ambrossi y Javier Calvo, interpretando su tema Mi reina.
Para el año 2022, colaboró para el sencillo «Más Reggaeton» de Farandula Records, junto a varios exponentes urbanos como Sandy el White, Eduardo Antonio, El Cata, Ariel de Cuba, Fedro y Eri White.

## Discografía

### Álbum
| Título     | Detalles                                                   |
| ---------- | ---------------------------------------------------------- |
| Dale Mambo | - Lanzamiento: 27 de mayo de 2014 - Etiqueta: Roster Music |

### Singles
| Año  | Título                                                              | Posiciones | Posiciones | Posiciones | Posiciones | Posiciones | Posiciones | Posiciones | Posiciones | Certificaciones                                      | Álbum |
| Año  | Título                                                              | AUT        | BEL (Vl)   | BEL (Wa)   | FRA        | GER        | SPA        | SWI        | VE         | Certificaciones                                      | Álbum |
| ---- | ------------------------------------------------------------------- | ---------- | ---------- | ---------- | ---------- | ---------- | ---------- | ---------- | ---------- | ---------------------------------------------------- | ----- |
| 2011 | "Te fuiste" (José de Rico & Henry Méndez)                           | —          | —          | —          | 62         | —          | 34         | —          | —          | Dale Mambo                                           |       |
| 2011 | "Rayos de sol" (José de Rico feat. Henry Méndez)                    | 11         | 10         | 16         | 4          | 21         | 2          | 8          | —          | Disco de Oro (Tercer sencillo más vendido en España) |       |
| 2012 | "Noche de estrellas" (José de Rico & Henry Méndez feat. Jay Santos) | —          | —          | —          | 157        | —          | 5          | —          | —          | España (43 single más vendido en España)             |       |
| 2013 | "Mi reina" (Henry Méndez)                                           | —          | 7          | —          | —          | —          | 5          | —          | —          |                                                      |       |
| 2013 | "El tiburón (The Shark)" (Henry Méndez)                             | —          | —          | —          | —          | —          | 9          | —          | —          |                                                      |       |
| 2014 | "No Regresa Más" (Henry Méndez & Dulce María)                       | —          | —          | —          | —          | —          | 37         | —          | 29         |                                                      |       |
| 2015 | "Ela Ta Demais" (Wender Kremer & Henry Méndez)                      | —          | —          | —          | —          | —          | 26         | —          | —          |                                                      |       |

### Colaboraciones
- Veo veo (Chekete, chekete)
- Chica tentadora (Henry Méndez feat. Fran & OPB & Sheneal)
- El bombero (OPB & Méndez feat. Michael Chacón)
- El Masaje (Henry Méndez feat. Dr. Bellido & Mr R Rommel)
- La Taza (Henry Méndez & OPB)
- La Taza (Special Edit) (Henry Méndez, Dr. Bellido & Roger G)
- Pukutu (Henry Méndez feat. Dr. Bellido & Mr R Rommel)
- Marta Volve (Frank Flores & Henry Méndez)
- Te fuiste (José de Rico & Henry Méndez)
- Rayos de sol (José de Rico feat. Hénry Méndez)
- Silanena (Jose AM feat. Henry Méndez)
- Shake It (BPM King feat. Méndez & OPB)
- Súbete La Falda (Robbie Moroder feat Henry Méndez)
- Mami (Robbie Moroder feat Henry Méndez)
- Noche de estrellas (José de Rico feat Henry Méndez & Jay Santos)
- Mi reina (Henry Méndez)
- El Tiburón (The Shark) (Henry Méndez)
- No Regresa Más (Henry Méndez & Dulce María)
- Ela Ta Demais (Wender Kramer & Henry Méndez)
- Rayos de sol (María Patiño & Henry Méndez)
- No és Miami (Henry Méndez & Buhos & Els Catarres)

## Apariciones en programas de televisión
| Programa               | Cadena           |
| ---------------------- | ---------------- |
| Caiga quien caiga      | Cuatro           |
| Pasapalabra            | Telecinco        |
| Divendres              | El Terrat        |
| Dani&Flo               | Cuatro           |
| La Marató              | TV3              |
| La força de la vida    | TV3              |
| El número uno          | Antena 3         |
| Tu cara me suena       | Antena 3         |
| Otra movida            | Antena 3         |
| Punto pelota           | Intereconomía TV |
| ¡Qué tiempo tan feliz! | Telecinco        |
| Sálvame                | Telecinco        |
| ¡Mira quién baila!     | Telecinco        |
| La noche en Paz        | Telecinco        |
| Kamikaze VIP           | Cuatro           |
| Pequeños gigantes      | Telecinco        |
| Estación Neox          | Neox             |
| Sálvame Mediafest      | Telecinco        |

| Predecesor: Tacabro Con "Tacata'" | N.º 1 de Los 40 Principales en 2012 18-25 de agosto | Sucesor: Carly Rae Jepsen Con "Call Me Maybe" |